# November 2003
Dit artikel geeft een chronologisch overzicht van alle belangrijke gebeurtenissen per dag in de maand november van het jaar 2003.

## Gebeurtenissen

### 2 november
- Irak - Nabij het vliegveld van Bagdad is een Amerikaanse Chinook helikopter neergehaald. Vijftien militairen kwamen om. In Fallujah zouden inwoners feestend de straat op zijn gegaan.
- Nederlandse Antillen - Minister De Graaf van Binnenlandse Zaken en Koninkrijksrelaties heeft zijn werkbezoek aan de Antillen ontevreden afgesloten. Het maken van onder meer afspraken over armoedebestrijding is mislukt.

### 3 november
- Verenigde Staten - Oud-president Clinton is van mening dat de NAVO met een mandaat van de Verenigde Naties veiligheidsoperaties in Irak moet gaan uitvoeren.
- Nederlandse Antillen - Vandaag begint de strafzaak tegen Anthony Godett, de broer van premier Mirna Godett. Hij is de leider van Frente Obrero (FOL). Premier Godett woont het proces bij.
- Verenigde Staten - De Episcopaalse Kerk heeft onder politiebescherming Gene Robinson tot bisschop gewijd. Robinson is openlijk homoseksueel, wat bij behoudende gelovigen veel protest opriep.
- Indonesië - Op het eiland Sumatra komen zeker 66 mensen om als gevolg van overstromingen.

### 4 november
- Europese Unie - Hoewel de Franse begroting de drieprocentsnorm overschrijdt, zal de Europese Unie geen maatregelen nemen.
- Verenigde Staten - Linda Tripp, die in de jaren negentig in het geheim telefoongesprekken met Monica Lewinsky opnam over Lewinsky's seksuele relatie met president Clinton, krijgt een schadevergoeding van 595 000 dollar omdat haar naam naar een tijdschrift was gelekt.
- Nederland - Een 16-jarige man uit Iran heeft brand gesticht in de Turkse ambassade te Den Haag door brandbaar materiaal binnen te smokkelen. Hij slaagde erin te ontsnappen, maar werd later aangehouden.

### 5 november
- Sri Lanka - President Chandrika Kumaratunga, die gisteren drie ministers ontsloeg, heeft de noodtoestand uitgeroepen.
- Nederland - In Den Helder is de Hr. Ms. Rotterdam uitgevaren voor een VN-vredesmissie in Liberia.

### 6 november
- Aarde - Het ruimtevaartuig Voyager 1 verlaat het zonnestelsel.
- Verenigde Staten - President George W. Bush heeft in een rede voor de National Endowment for Democracy Syrië, Iran en de Palestijnen opgeroepen tot democratische hervormingen.
- Nederland - Minister Remkes van Binnenlandse Zaken, heeft burgemeester Cohen van de gemeente Amsterdam ontboden. Cohen moet uitleg verstrekken over uitlatingen die zijn hoofdcommissaris Jelle Kuiper de dag ervoor in Het Parool deed.

### 7 november
- Verenigde Staten - Elf postkantoren in Washington D.C. zijn gesloten nadat mogelijk sporen van miltvuur zijn gevonden.
- Verenigd Koninkrijk - De Britse Prince Charles heeft een ontkennende verklaring laten uitgaan over een incident waarover een publicatieverbod is uitgesproken.
- Duitsland - Minister van Financiën Hans Eichel heeft in de Bondsdag scherpe kritiek geuit op zijn Nederlandse collega Zalm.
- Irak - In de buurt van de Iraakse stad Tikrit is een Amerikaanse Black Hawk-helikopter neergestort.
- Turkije - De Turkse regering heeft besloten om uiteindelijk geen troepen naar buurland Irak te sturen.
- Nederland - Minister Dekker van Volkshuisvesting wil wonen in een vakantiewoning toch toestaan, om het gedogen van een permanent verblijf te voorkomen.
- België - De Belgische regering heeft besloten dat 7 ontwikkelingslanden hun financiële steun van België verliezen. Hierdoor wil men een efficiënter beleid voeren voor de overige 18 landen die nog op hulp kunnen rekenen.
- Nederland - Premier Balkenende uitte kritiek op satires die het Koningshuis op de hak nemen. Hij sprak van "een hellend vlak".

### 8 november
- Irak - Het Internationale Comité van het Rode Kruis (ICRK) gaat haar hoofdkwartier in Bagdad en haar bureau in Basra tijdelijk sluiten. Aanleiding is de zelfmoordaanslag van 27 oktober op het hoofdkwartier.
- Verenigde Staten - De Belgische tennisspeelster Justine Henin-Hardenne is dankzij haar plaats in de halve finales van de WTA Tour Championships nu al zeker van haar positie als nummer één van de wereld in 2003.

### 9 november
- Saoedi-Arabië - Bij een bomaanslag op een wooncomplex in Riyad zijn 20 doden en meer dan 100 gewonden gevallen.
- Japan - In Japan heeft de conservatieve regering van premier Junichiro Koizumi de parlementsverkiezingen gewonnen. De opkomst was erg laag.
- Israël - Het Israëlische kabinet heeft ingestemd met een gevangenenruil met de Libanese Hezbollah.
- Nederland - Bij de herdenking van de Kristallnacht, vraagt het Centraal Joods Overleg aandacht voor het toenemend antisemitisme in Nederland.
- Nederland - Nederland is in Rotterdam voor de zesde keer wereldkampioen korfbal geworden. Het versloeg België in de finale.
- Italië - In Rome heeft Paus Johannes Paulus II pater Valentinus Paquay, het "heilig paterke" van Hasselt, samen met vier stichters van religieuze congregaties, zalig verklaard.

### 10 november
- Verenigde Staten - Kim Clijsters wint de finale van het Masters-tennistoernooi in Los Angeles. Ze versloeg de Française Amélie Mauresmo in twee korte sets. De damesdubbel finale werd gewonnen door Paola Suárez en Virginia Ruano Pascual.
- Duitsland - Voor IG Farben, een chemieconcern dat berucht werd door de fabricage van Zyklon B, is het faillissement aangevraagd.
- Duitsland - CDU-parlementslid Martin Hohmann wordt uit de partij gezet. Hij kwam in opspraak toen hij beweerde dat de Russische joden zich aan even erge misdaden hebben schuldig gemaakt als de nazi's.
- Europese Unie - De EU is door de Wereldhandelsorganisatie in het gelijk gesteld in de staaloorlog. De Verenigde Staten moeten hun heffingen op staalimporten staken.
- Nederland - In de gemeente Loppersum heeft zich opnieuw een aardbeving voorgedaan. Het is de tweede aardbeving met een kracht van 3,0 op de schaal van Richter binnen een maand.
- Oostenrijk - Door een nationale staking van de spoorwegbonden ligt het volledige spoorverkeer plat. De regering heeft plannen om de spoorwegen grondig te hervormen, met 20% minder personeel.

### 11 november
- Irak - Drie Irakezen komen om bij een bomexplosie in Basra. Bomaanslagen in het sjiitische zuiden van Irak zijn relatief zeldzaam.
- Japan - Het oosten en noordoosten van Japan is getroffen door een aardbeving met een kracht van 6,5 op de schaal van Richter.
- Nederland - De katholieke St. Gerardus Majella-MAVO in Utrecht ziet toch af van de invoering van Turks als verplicht vak in het eerste schooljaar.
- Verenigde Staten - In New York begint Garri Kasparov een wedstrijd van vier partijen tegen schaakcomputer Fritz. Ditmaal speelt Kasparov niet met een echt bord, maar met een 3D-bril.

### 12 november
- Irak - Bij een zelfmoordaanslag in Nasiriyah (Zuid-Irak) zijn 18 Italianen en 9 Iraakse burgers omgekomen. Als reactie hierop heeft de Italiaanse regering besloten nog 50 extra carabinieri naar Irak te sturen.
- Frankrijk - In Parijs zijn de voormalig topmannen Loïk Lefloch-Prigent en Alfred Sirven van de oliemaatschappij Elf elk tot vijf jaar cel veroordeeld wegens fraude.
- Verenigde Staten - Het Amerikaans Congres heeft de defensiebegroting voor het jaar 2004 goedgekeurd. Er zal 401,3 miljard dollar worden uitgegeven; een record.
- Nederland - De Opta heeft KPN een dwangsom opgelegd, omdat het bedrijf de nummerportabiliteit zou frustreren.
- België - CD&V-Kamerfractieleider Pieter De Crem meent dat het cordon sanitaire tegen het Vlaams Blok het voor CD&V onmogelijk maakt om echt oppositie te voeren.
- Nederland - De PvdA heeft haar steun aan een omstreden motie van VVD-Kamerlid Ayaan Hirsi Ali ingetrokken. In de motie werd de regering opgeroepen strengere eisen te stellen aan nieuwe islamitische scholen.
- Palestina - Het Palestijnse parlement geeft zijn vertrouwen aan de nieuwe regering van premier Ahmed Qurei
- Saoedi-Arabië - Zware overstromingen in Mekka kosten het leven van 12 mensen.

### 13 november
- Aarde - De polen van de Maan zijn waarschijnlijk niet bedekt met ijs, zo blijkt uit onderzoek met Arecibo (de grootste radiotelescoop ter wereld, gevestigd in Puerto Rico). In de jaren negentig werd op basis van observatie vanuit de ruimte gedacht dat op de Maan ijs voorkomt.
- Japan - De Japanse regering vindt de situatie in Irak onveilig, en ziet daarom voorlopig af van het zenden van troepen.
- Nederland - Taxichauffeurs op Schiphol hebben een taxi aangevallen omdat zij dachten dat de chauffeur klanten had geronseld.
- Verenigde Staten - De Amerikaanse Senaat en het Huis van Afgevaardigden stemmen voor een wet die toelaat om Syrië economische sancties op te leggen, omdat Syrië terroristen steunt en chemische en biologische wapens maakt.
- Balkan (Europa) - Bulgarije, Roemenië, Kroatië, Macedonië, Bosnië en Herzegovina, Servië en Montenegro en Albanië komen overeen een vrijhandelszone op te richten. Zo willen ze zich voorbereiden op toetreding tot de Europese Unie.

### 14 november
- Thailand - De Thaise regering wil nog dit jaar een verdrag met Nederland sluiten, waardoor Nederlanders die in Thailand gevangenzitten hun straf in eigen land kunnen uitzitten.
- Taiwan - In Taipei wordt het (op dat moment) hoogste gebouw ter wereld ingewijd. De Taipei 101 is 508 m hoog en heeft 101 verdiepingen.
- China - Minstens 48 mijnwerkers komen om bij een explosie ten gevolge van gasvorming in een mijn.

### 15 november
- Verenigde Staten - De Verenigde Staten zullen in juni 2004 de macht in Irak overdragen aan een Iraakse overgangsregering. Begin 2004 zullen verkiezingen worden gehouden.
- Turkije - Bij zelfmoordaanslagen op twee synagogen in Istanboel vallen 22 doden en meer dan 200 gewonden.
- Irak - Bij Mosoel zijn twee Amerikaanse legerhelikopters neergestort van het Black Hawk-type. 17 VS-militairen kwamen om. Waarschijnlijk probeerde een van de helikopters een raketaanval te ontwijken.
- Frankrijk - 100 000 mensen demonstreren bij de afsluitende demonstratie van het Europees Sociaal Forum in Parijs.
- Frankrijk - Bij een ongeluk op een scheepswerf in Saint-Nazaire zijn 15 bezoekers omgekomen. De scheepswerf bouwt de Queen Mary 2 en hield een open dag.
- België -Agalev-voorzitter Vera Dua heeft tijdens het partijcongres bekendgemaakt dat Agalev voortaan Groen! zal heten.
- Nederland - Sint Nicolaas is aangekomen in Zwolle.
- Denemarken - Kroatië wint de eerste editie van het Junior Eurovisiesongfestival.
- Het Nederlands elftal verliest het eerste duel in de play-offs van de kwalificatiereeks voor het EK voetbal 2004 met 1-0 van Schotland door een treffer van James McFadden in de 22ste minuut.

### 16 november
- Dubai - Het televisiestation Al-Arabiya heeft een geluidsopname laten horen van een stem, mogelijk van Saddam Hoessein, die oproept het gewelddadig verzet in Irak voort te zetten.
- Vaticaanstad - Paus Johannes Paulus II heeft de bouw van de Israëlische veiligheidsbarrière veroordeeld. '"Het Heilige land heeft geen muren nodig, maar bruggen."
- Spanje - In Santiago de Compostela hebben honderdduizend mensen geprotesteerd tegen de wijze waarop de Spaanse overheid de ramp met de tanker Prestige heeft afgehandeld.
- Nederland - Nout Wellink, president van De Nederlandsche Bank verwijt Duitsland en Frankrijk dat zij het stabiliteitspact ondermijnen.[bron?]
- Nederland - In het uitzetcentrum op Rotterdam Airport zitten uitgeprocedeerde asielzoekers soms maandenlang opgesloten, zonder perspectief, zo blijkt uit een radioreportage van de IKON.
- Burundi - President Domitien Ndayizeye en de belangrijkste Hutu-rebellen ondertekenen een vredesakkoord.
- Portugal - Lionel Messi maakt zijn officieuze debuut voor FC Barcelona als invaller in een oefenwedstrijd bij FC Porto, ter gelegenheid van de opening van het Estádio do Dragão.

### 17 november
- Verenigde Staten - John Allen Muhammad, de Beltway Sniper die vorig jaar willekeurige personen doodschoot, is schuldig bevonden aan de dood van een hen.
- Duitsland - Gerhard Schröder is herkozen als leider van de SPD.
- Nederland - Premier Balkenende zou enkele weken geleden aan een aanslag zijn ontsnapt.
- Nederland - Aan het begin van de vijfde week van de supermarktoorlog heeft Albert Heijn de prijs van zuivel verlaagd. Landbouworganisatie LTO Nederland is fel tegen; het prijsstunten zou ten koste van de melkveehouders gaan.
- Nederland - VVD-Kamerlid Ayaan Hirsi Ali vindt dat dertig jaar Nederlandse ontwikkelingshulp een mislukking is gebleken. Bij andere partijen vindt deze opvatting geen steun.
- Nederland - De studentenvakbond LSVb eist in een kort geding dat de Informatie Beheer Groep de verscherpte controles op de adressen van uitwonende studenten stopt.

### 18 november
- Verenigd Koninkrijk - In Londen begint het controversiële vierdaags staatsbezoek van president George W. Bush.
- Nederland - Radarverklikkers in auto's zijn vanaf 1 januari 2004 verboden.
- Verenigde Staten - De Amerikaanse politie heeft huiszoeking gedaan bij Michael Jackson die een twaalfjarige jongen zou hebben "gemolesteerd".
- Nederland - Vlak na middernacht wordt in de polder bij Bemmel het brandende lichaam van de Nijmeegse Maja Bradarić aangetroffen.

### 19 november
- Europese Unie - De euro heeft de hoogste koers bereikt sinds de invoering.
- Nederland - Minister Hoogervorst wil heroïne laten registreren als medicijn.
- Nederland - Minister De Graaf heeft de regering van de Nederlandse Antillen een ultimatum gesteld. Hij eist dat de regering vandaag nog instemt met een voorstel om de armoede op de eilanden aan te pakken met behulp van de Wereldbank.
- Nederland - Het nationale voetbalelftal verslaat Schotland met 6-0, en plaatst zich voor het Europees kampioenschap voetbal 2004 in Portugal.

### 20 november
- Turkije - In Istanboel zijn twee zware bomaanslagen gepleegd; een op het Britse consulaat, en een op het kantoor van de Britse bank HSBC.
- Nederlandse Antillen - De Antilliaanse regering zegt niets te weten van een ultimatum dat de Nederlandse minister De Graaf (Ministerie van Binnenlandse Zaken en Koninkrijksrelaties) gisteren heeft gesteld.
- Nederland - Melkveehouders voeren vandaag bij drie vestigingen van de supermarktketen Aldi actie tegen het stunten met melkprijzen.
- Verenigde Staten - Tegen Michael Jackson is een arrestatiebevel uitgevaardigd. De zanger, die is beschuldigd van kindermisbruik, gaf zichzelf aan en kwam op borgtocht vrij.

### 21 november
- Irak - In Bagdad zijn raketten afgevoerd op het Ministerie van Olie, en op twee hotels waarin westerse zakenlieden verblijven.
- Verenigde Staten - Ministers van 35 landen uit Noord-Amerika, Zuid-Amerika en het Caraïbische gebied, hebben overeenstemming bereikt over een vrijhandelszone, de Free Trade Area of the Americas.
- Nederland - De Publieke omroep schendt de Mediawet 2008 door te veel amusement uit te zenden, zo blijkt uit een onderzoek van de Universiteit van Amsterdam.
- Nederland - De Sint-Pietersberg bij Maastricht is nog steeds onveilig. De gemeente Maastricht heeft een nabij gelegen restaurant laten sluiten wegens instortingsgevaar.

### 22 november
- Georgië - In Tbilisi bestormt de oppositie het parlement. Edoeard Sjevardnadze ontvlucht onder bewaking van zijn lijfwachten het parlement en roept kort daarop de noodtoestand uit. Oppositieleider Micheil Saakasjvili verklaart in het parlement dat de "fluwelen revolutie" voltooid is.
- Irak - Voor het eerst is boven Irak een burgervliegtuig beschoten. Een vrachtvliegtuig van het bedrijf DHL werd in de linkervleugel getroffen, kort nadat het was opgestegen van de luchthaven bij Bagdad. De bemanning schrijft geschiedenis door voor de eerste keer in de geschiedenis een vliegtuig dat alle hydraulische systemen verloren heeft, veilig aan de grond te zetten.
- Verenigde Staten - In New York rijdt voor het eerst sinds 11 september 2001 een metro naar de plek waar het World Trade Center stond.
- Australië - Engeland wint, als eerste natie van het noordelijk halfrond, de wereldtitel rugby door in de finale van het wereldkampioenschap gastland en titelhouder Australië in Sydney met 20-17 te verslaan.

### 23 november
- Georgië - Edoeard Sjevardnadze is afgetreden als president. In zijn huis in Tbilisi tekende hij zijn ontslagbrief. Parlementsvoorzitter Nino Boerdzjanadze is nu waarnemend president.
- Afghanistan - In Kabul is een hotel getroffen door een raket. Er vielen geen slachtoffers, en de aanslag is nog niet opgeëist. In het hotel verblijven doorgaans westerse zakenlieden en journalisten.
- Nederland - In het Dominicus College in Nijmegen is de zestienjarige leerlinge Maja Bradarić herdacht. Afgelopen dinsdag werd haar brandende lichaam aangetroffen bij Bemmel.

### 24 november
- Rusland - Bij een brand in een studentenhuis zijn zeker 32 studenten omgekomen.
- Afghanistan - Bij de stad Baghram is een Amerikaanse militaire helikopter neergestort. Vijf Amerikaanse soldaten kwamen om; er vielen zeven gewonden.
- Nederland - De redactie van het tijdschrift Quote is in het weekeinde beschoten. Vrijdag is de woning van uitgever Maarten van den Biggelaar beschoten. Vermoed wordt dat Heineken-ontvoerder Willem Holleeder achter de beschietingen zit.
- Spanje - In de dierentuin van Barcelona is Copito de Nieve (Sneeuwvlokje) overleden, de enige bekende albino-gorilla ter wereld.

### 25 november
- Europese Unie - Duitsland en Frankrijk hoeven geen boete te betalen voor hun overschrijding van de drieprocentsnorm van het stabiliteitspact. Dit hebben de ministers van financiën van de EU besloten. De Europese Commissie overweegt nu de zaak voor te leggen aan de rechter.
- Aarde - De Verenigde Naties slaat alarm over de toestand van aids in de wereld. Uit rapporten van de Wereldgezondheidsorganisatie (WHO) en UNAIDS blijkt dat nog nooit zoveel mensen aan aids overleden zijn en nog nooit zoveel mensen geïnfecteerd werden met aids als in 2003.

### 26 november
- Aarde - Het Internationaal Atoomagentschap (IAEA) heeft Iran unaniem veroordeeld wegens het in het geheim ontwikkelen van een kernwapenprogramma.
- Verenigd Koninkrijk - Een van de hoogste rechters van het Verenigd Koninkrijk heeft de Verenigde Staten beticht van "een monsterlijke falen van justitie", wegens de situatie op Guantánamo Bay, waar personen worden vastgehouden zonder in staat van beschuldiging te zijn gesteld.
- Denemarken - De algemene directeur van het Internationale Rode Kruis, Angelo Gnaedinger heeft op bezoek in Denemarken verklaard dat op de Amerikaanse basis op Guantánamo Bay kinderen van twaalf jaar oud gevangen zouden zitten.
- Zambia - Bij een scheepsramp op een meer in Zambia zijn zeker 40 personen omgekomen.
- Nederland - Het kabinet wil zeventig tot tachtig commando's naar Irak sturen voor verkenningstaken.
- Nederland - In Limburg is de liquidatie verijdeld van een officier van justitie die de zware misdaad bestrijdt.

### 27 november
- Irak - De Amerikaanse president George W. Bush heeft onverwacht de Amerikaanse troepen in Bagdad bezocht.
- Irak - In Bagdad is de Italiaanse ambassade beschoten. Er vielen geen slachtoffers.
- Congo - Bij een botsing tussen twee veerboten op het Mai-Ndombomeer zijn meer dan 160 mensen omgekomen.
- België - In Manage is de gijzeling door werknemers van zes directeuren van de verffabriek Sigma Coatings beëindigd.
- Nederland - De babysterfte blijkt in Nederland veel hoger dan in andere landen van Europese Unie.
- Nederland - De Nederlandse afdeling van Microsoft ziet af van een rechtszaak tegen het eenmansbedrijf DVCS dat als eerste Europese bedrijf LindowsOS meelevert op nieuwe computers.
- Nederland - Twee 18-jarige mannen uit Nijmegen en Beuningen hebben de moord op Maja Bradarić bekend.

### 28 november
- Nederland - De Nederlandse boeren dreigen minder melk te produceren als de supermarkten, die in een prijzenoorlog stunten met melk, de prijs die ze aan de boeren betalen niet verhogen.
- Nederland - De ANWB verliest het monopolie op de bewegwijzering van de Nederlandse wegen. De komende drie jaar mag het bedrijf Tebodin de bewegwijzering verzorgen.

### 29 november
- Congo - Bij een vliegtuigongeluk nabij Boende, in het noordoosten van Congo, komen alle 22 inzittenden om het leven.
- Irak - Bij een raketaanval in de buurt van Bagdad komen 7 van de 8 leden van een Spaans veiligheidsteam om.
- België - In Zaventem vindt een anti-terrorisme-oefening plaats.
- Japan - Twee spionagesatellieten die Noord-Korea in de gaten moesten houden zijn kort na de lancering vernietigd.

### 30 november
- Irak - De Verenigde Staten beweren 54 Irakezen te hebben gedood en 19 verwond te hebben bij Samarra. Er zijn vijf arrestaties verricht. Irakezen zouden hebben geprobeerd twee Amerikaanse konvooien in een hinderlaag te laten rijden. Volgens de plaatselijke bevolking zijn alleen 8 burgers doodgeschoten.
- Nederland - Aan de vooravond van de jaarlijkse vergadering van de OVSE die dit keer in Maastricht wordt gehouden, voeren honderden demonstranten actie.
- Nederland - De VVD wil de maximumduur voor een WW-uitkering verlagen van vijf jaar naar anderhalf jaar, en zal minister De Geus vragen de haalbaarheid te onderzoeken.
- Nederland - De Partij voor de Dieren zal deelnemen aan de Europese verkiezingen die in juni 2004 worden gehouden. Dit hebben de leden besloten op hun congres in Amsterdam.

## Overleden
← · januari · februari · maart · april · mei · juni · juli · augustus · september · oktober · november · december ·  →